# 2006 QL181
2006 QL181, também escrito como 2006 QL181, é um objeto transnetuniano que está localizado no Cinturão de Kuiper, uma região do Sistema Solar. Este corpo celeste é classificado como um cubewano. Ele possui uma magnitude absoluta de 7,3 e tem um diâmetro estimado com 153 km.

## Descoberta
2006 QL181 foi descoberto no dia 22 de agosto de 2006.

## Órbita
A órbita de 2006 QL181 tem uma excentricidade de 0,099 e possui um semieixo maior de 43,137 UA. O seu periélio leva o mesmo a uma distância de 38,885 UA em relação ao Sol e seu afélio a 47,388 UA.